# گزارش چیلکات
تحقیق پیرامون جنگ عراق که اختصاراً به آن تحقیق عراق یا گزارش چیلکات نیز گفته می‌شود، اشاره به جلسات تحقیق علنی و غیرعلنی از نقش بریتانیا در جنگ عراق دارد که به سرپرستی سر جان چیلکات انجام شد. این تحقیقات از ۱۵ ژوئن ۲۰۰۹ با اعلان گوردون براون نخست‌وزیر بریتانیا رسمیت یافت.
این تحقیقات توسط شورای خصوصی بریتانیا با اختیارات گسترده به منظور بررسی نقش بریتانیا در عراق از میان سال ۲۰۰۱ تا ژوئیه ۲۰۰۹ انجام شد. در این تحقیقات، مراحل پیش از جنگ، عملیات نظامی در خاک عراق و پیامدهای جنگ مورد بررسی قرار گرفت تا مشخص شود که چه مواردی مسئولان را به جایی رساند که تصمیم به حمله بگیرند و در طول این مراحل چه اتفاقاتی روی داد. همچنین از اهداف دیگر این تحقیق گرفتن درس‌های لازم به منظور اتخاذ تصمیم درست توسط دولت بریتانیا در موارد مشابه بود تا منافع کشور تأمین گردد. جلسات عمومی تحقیقات از ۲۴ نوامبر ۲۰۰۹ (۳ آذر ۱۳۸۸) تا ۲ فوریه ۲۰۱۱ (۱۳ بهمن ۱۳۸۹) طول کشید.
دولت بریتانیا در سال ۲۰۱۲ از انتشار این تحقیقات که مشتمل بر جزئیات دیدارهای کابینه در روزهای نزدیک به حمله نظامی به عراق در سال ۲۰۰۳ بود جلوگیری کرد. وزارت خارجه بریتانیا نیز در همان زمان توانست در دادگاه استیناف به نفع خود حکم بگیرد و در نتیجه جلوی افشای مفاد گفتگو بین جرج بوش، رئیس جمهور وقت ایالات متحده و تونی بلر، نخست‌وزیر وقت بریتانیا که چند روز پیش از حمله انجام شده بود را بگیرد. دولت بریتانیا مدعی بود که افشای این اطلاعات «خطری قابل‌توجه» برای روابط بریتانیا-آمریکا در پی خواهد داشت. طبق قرار قبلی قرار بود که گزارش چندمیلیون واژه‌ای چیلکات در سال ۲۰۱۴ منتشر گردد اما مذاکرات پشت صحنه‌ای که بین دولت‌های بریتانیا و ایالات متحده در جریان بود مانع از این امر شد. لرد والاس در آن زمان از طرف دولت اعلام کرد که انتشار این گزارش تنها چند ماه پیش از برگزاری انتخابات عمومی ۲۰۱۵ «نامناسب» است.
در ماه اوت ۲۰۱۵ خبرها حاکی از آن بود که انتشار گزارش به ۲۰۱۶ خواهد کشید. دلیل این تأخیر رعایت روندی حقوقیِ «ماکسولیزاسیون» در بریتانیا بود که طی آن به تمام افراد مورد نقد اجازه داده می‌شود در فرصت مقتضی نظرات خود را پیرامون پیش‌نویس پیش از نهایی سازی و انتشار اعلام کنند. در آن زمان چیلکات نامه‌ای به دیوید کامرون نخست وزیر وقت این کشور نوشت و اعلام کرد که متن نهایی گزارش تا آوریل ۲۰۱۶ آماده می‌شود و در ادامه پیشنهاد داد که این متن در ژوئن یا ژوئیه ۲۰۱۶ منتشر گردد.
سِر جان چیلکات پس از هفت سال از آغاز تحقیقات پیرامون جنگ عراق در ۶ ژوئیه ۲۰۱۶ (۱۶ تیر ۱۳۹۵) گزارش خود را منتشر کرد. این گزارش اذعان می‌داشت که صدام حسین خطر مبرمی برای منافع بریتانیا نداشت؛ قطعیتِ اطلاعات مربوطه به جنگ‌افزارهای کشتار جمعی عراق بیش از حد بود؛ جایگزین‌های مسالمت‌آمیز به اندازهٔ کافی امتحان نشدند؛ بریتانیا و ایالات متحده جایگاه شورای امنیت را زیر سؤال بردند؛ فرایند تشخیص مبنای قانونی «بسیار غیرقابل قبول» بود و بالاخره اینکه ورود بریتانیا به جنگ مارس ۲۰۰۳ با عراق لازم نبود.

## پیش‌زمینه
گوردون براون پیش از آغاز رسمی کار کمیسیون تحقیق اعلام کرد که این جلسات تحقیق به شکل غیرعلنی برگزار خواهند شد و مطبوعات از جزئیات آن باخبر نخواهند گردید. با این حال پس از اعتراضات مردم و اعضای مجلس عوام و پس از آنکه مسئولیت تصمیم‌گیری در این مورد به سر جان چیلکات، رئیس کمیسیون تحقیق واگذار شد، وی اعلام کرد که «لازم است تا روند تحقیقات تا جای ممکن در انظار عمومی صورت پذیرد.» هنگامی که تحقیقات به صورت رسمی در ژوئیه ۲۰۰۹ (آذر ۱۳۸۸) آغاز گردید همگان باخبر شدند که این کمیسیون مجاز است تمام اسناد مربوط به حکومت بریتانیا را ببیند و هر شهروند بریتانیایی را که صلاح دید فرا بخواند. تنها یک هفته پیش از آغاز روند استماع در کمیسیون، مجموعه اسنادی که مشتمل بر گزارش‌های نظامی بودند به مطبوعات درز پیدا کردند. این اسناد نشان می‌دادند که برنامه‌ریزی پیش از جنگ ضعیف بوده و پیش‌بینی‌های لازم برای آن صورت نگرفته بوده‌است.

## اعضای کمیسیون
نام اعضای کمیسیون تحقیق که توسط گوردون براون انتخاب شدند:
- سر جان چیلکات (رئیس)، دیپلمات و کارمند دولت که پیش از آن عضو گزارش باتلر بود
- سر لورنس فریدمن، مورخ نظامی و استاد مطالعات جنگ در کالج سلطنتی لندن. یادداشت وی دربارهٔ پنج آزمایش برای دخالت نظامی توسط تونی بلر برای تهیهٔ سخنرانی سیاست خارجی دانشگاه شیکاگو به کار رفت.
- سر مارتین گیلبرت، او که در تاریخ ۳ فوریه ۲۰۱۵ درگذشت، مورخی بود که از حمله به عراق دفاع می‌کرد و در ۲۰۰۴ مدعی شد که روزی خواهد آمد که بوش و بلر «در زمرهٔ افرادی چون روزولت و چرچیل قرار گیرند.»[۲۰]
- سر رودریک لین، سفیر سابق بریتانیا در روسیه و سازمان‌های بین‌المللی ژنو که پیش از آن منشی شخصی نخست‌وزیر جان میجر بود.
- بارونس پراشر، یک نماینده اقلیت، عضو کمیسیون مشترک حقوق بشر بریتانیا و رئیس فعلی کمیسیون انتصابات قضایی

همچنین این کمیسیون در طول کار خود از دبیری مارگارت آلدرد سود می‌برد.

### مشاوران کمیسیون
- ژنرال سر راجر ویلر، رئیس سابق ستاد مشترک و فرمانده نیروی زمینی بریتانیا[۲۲]
- دیم روزلین هیگنز، رئیس سابق دیوان بین‌المللی دادگستری[۲۳]

## روند تحقیقات
تحقیقات با استماع سخنان پیتر ریکتس، رئیس کمیسیون مشترک اطلاعات بریتانیا در زمان حملهٔ ائتلاف به عراق به عنوان شاهد نخست آغاز شد. چیلکات در آغاز تحقیق عنوان کرد که این جلسات در پی یافتن مقصر نیست بلکه «می‌خواهد بداند واقعاً چه اتفاقی افتاد» اما در طول کار از ایراد انتقاد در جای لازم «شانه خالی نخواهند کرد». جلسات استماع کمیسیون بار دیگر در ژانویه ۲۰۱۱ برگزار شدند و این بار تونی بلر، نخست‌وزیر وقت بریتانیا در زمان حمله به عراق به عنوان شاهد نخست صحبت کرد.

## شاهدان
کمیسیون، افراد گوناگونی را به عنوان شاهد فرا خواند که در میان آنها سیاستمداران از جمله چند وزیر کابینه در زمان حمله به عراق؛ کارمندان ارشد دولتی نظیر حقوقدانان و مسئولان اطلاعاتی؛ دیپلمات‌ها بویژه آنها که به عراق یا ایالات متحده مأمور بودند و افسران ارشد ارتش از جمله روسای سابق ستاد مشترک و وزرای سابق دفاع و فرماندهان ارشد عملیاتی دیده شدند.
کمیسیون در جلسه نخست تا پیش از آغاز تعطیلات کریسمس سخنان کارمندان دولت، افسران اطلاعاتی و امنیتی، دیپلمات‌ها و نظامیان را شنید. مهم‌ترین شاهدان عبارت بودند از سر کریستوفر مِیِر، سفیر سابق بریتانیا در ایالات متحده؛ دریابد لرد بویس، وزیر سابق دفاع بریتانیا؛ سر جان اسکارلت، رئیس سازمان اطلاعات مخفی بریتانیا؛ سرلشکر تیم کراس، ارشدترین افسر بریتانیایی حاضر در عراق پس از حمله و ارتشبد سر برایان بوریج، فرماندهٔ کل نیروهای بریتانیا در حمله به عراق.
تونی بلر نخست‌وزیر سابق بریتانیا در تاریخ‌های ۲۹ ژانویه ۲۰۱۰ و ۲۱ ژانویه ۲۰۱۱ به‌طور علنی پاسخگوی سوالات اعضای کمیسیون بود. در هر دو بار، اعتراضاتی خارج از مرکز کنفرانس انجام شد. از آنجا که علاقهٔ عمومی به شنیدن اظهارات بلر زیاد بود، دسترسی عمومی به سخنرانی وی صرفاً با قرعه‌کشی امکان‌پذیر بود. سهمیه‌های خاصی نیز برای خانواده‌های افرادی که در جنگ آسیب دیده بودند در نظر گرفته شد. برخی از آن‌ها در طول دومین جلسهٔ استماع با فریادهای خشمگینانه اتهاماتی را متوجه بلر کردند.
با از سرگیری مجدد جلسات استماع در ژانویه ۲۰۱۰، سیاستمداران و مسئولان دولتی سابق از جمله آلستر کمپبل مسئول روابط عمومی تونی بلر پاسخگوی سوالات بودند.
گوردون براون مجبور شد ادعای خود دربارهٔ افزایش سالانهٔ هزینه‌های دفاعی را پس بگیرد زیرا مشخص شد که این مسئله درست نبوده‌است.
پس از فترتی که بواسطهٔ برگزاری انتخابات عمومی ایجاد شد، جلسات استماع بار دیگر در ۲۹ ژوئن ۲۰۱۰ آغاز شدند. نخستین شاهد داگلاس برند، مشاور انتظامی (پلیس) وزارت کشور عراق از ۲۰۰۳ تا ۲۰۰۵ بود.
در ۲ فوریه ۲۰۱۱ جک استراو وزیر امور خارجه بریتانیا از ۲۰۰۱ تا ۲۰۰۶، آخرین شاهدی بود که در جلسات علنی فرا خوانده شد.

## یافته‌ها
شبکه خبری بی‌بی‌سی نیوز این گزارش را «محکومیت‌آمیز»، روزنامهٔ گاردین آن را «حکم خردکننده» و روزنامهٔ دیلی تلگراف آن را «دردآور» خواندند. گزارش چیلکات مملو از انتقادات گسترده به اقدامات دولت و ارتش بریتانیا به‌خاطر دلیل‌سازی برای شروع جنگ و انتقاد از طراحی تاکتیک و برنامه‌ریزی ضعیف برای دوران پس از جنگ بود. ریچارد نورتون تایلر در گاردین نوشت که این گزارش، تونی بلر را «تا بالاترین حد ممکن محکوم کرده» و اینکه این گزارش «کیفرخواستی بی‌سابقه و ویران‌کننده است پیرامون این که چگونه یک نخست‌وزیر اجازه داشته تصمیماتی برخلاف تمام اعضای کابینه بگیرد، سازمان‌های اطلاعاتی را نابود سازد و ادعاهای مبالغه‌آمیزی دربارهٔ تهدیداتی که متوجه امنیت ملی بریتانیا هستند بکند.»

### مدارک ناقص
در گزارش آمده که پیش از آغاز جنگ گزینه‌های صلح‌آمیز دیپلماتیک برای احتراز از ناآرامی و جلوگیری از تکثیر جنگ‌افزارهای کشتار جمعی به اندازه کافی آزموده نشدند و در نتیجه جنگ «آخرین گزینه» نبوده‌است. هر چند ممکن بود بعدها دخالت نظامی لازم شود اما صدام حسین در مارس ۲۰۰۳ (فروردین ۱۳۸۲) خطری جدی برای منافع بریتانیا به‌شمار نمی‌رفت و بیشینهٔ اعضای شورای امنیت سازمان ملل تداوم بازرسی‌ها و عملیات پایش توسط سازمان ملل را ترجیح می‌دادند.
گزارش چیلکات پرسشی در مورد نظر شخصی بلر مبنی بر این که جنگ لازم بود مطرح نمی‌کند بلکه شیوه‌ای که وی برای ارائهٔ مدارک در نظر گرفت را مورد نقد قرار می‌دهد. این گزارش دفتر نخست وزیر را از اتهام دخالت در پرونده عراق (پرونده داجی) که در آن ادعایی مبنی بر توانایی عراق در شلیک جنگ‌افزارهای کشتار جمعی ظرف ۴۵ دقیقه شده بود مبری دانسته و در عوض کمیسیون مشترک اطلاعات را متهم به ارائهٔ مدارک ضعیف در این مورد کرد. با این حال گزارش نشان می‌دهد که ارجاعات به این اطلاعات در گزارش‌های دولتی بیش از اندازه مطمئن بوده و هیچ جایی برای شک و اختلاف باقی نمی‌گذاشتند. سازمان اطلاعات مخفی بریتانیا (ام‌آی۶) نگرانی خود پیرامون کیفیت منابع اطلاعاتی را مورد شک قرار داده بود بویژه در مورد ذخیره‌سازی جنگ‌افزارهایی شیمیایی در ظروف شیشه‌ای که به نظر می‌رسید از فیلم صخره محصول ۱۹۹۶ برگرفته شده اما استراو از ام‌آی۶ می‌خواهد همچنان از این اطلاعات برای تهیه «راه‌حل معجزه‌آسا» استفاده کند.

### مبنای قانونی ضعیف
این تحقیقات دربارهٔ قانونی بودن عملیات نظامی نبود و در این مورد هم حکمی صادر نکرد چون در جایگاه یک دادگاه مشخص بین‌المللی نیست. با این حال گزارش چیلکات فرایندی را که دولت به دنبال مبنای قانونی برای جنگ بوده را مورد مؤاخده قرار داده و آن را «ناراضی‌کننده» می‌داند. لرد گلداسمیت دادستان کل باید گزارشی جامع و مکتوب به کابینه ارائه می‌داد اما از او خواسته شد تنها به صورت شفاهی و بدون پرسش و پاسخ گسترده مدارکی ارائه دهد. او توضیح نداده بود که مبنای او برای تخطی دولت عراق از قطعنامه ۱۴۴۱ شورای امنیت سازمان ملل متحد چیست. نظر مشاوره‌ای گلداسمیت از ژانویه ۲۰۰۳ که معتقد بود قطعنامهٔ دیگری لازم است، تا مارس ۲۰۰۳ که مدعی شد قطعنامهٔ ۱۴۴۱ کافی است تغییر یافت. گزارش حاکی از آن است که دفتر نخست‌وزیر بر گلداسمیت فشار آورده تا وی نظرش را عوض کند. بریتانیا با ورود به جنگ عراق بدون قطعنامهٔ شورای امنیت «اعتبار شورای امنیت را خدشه‌دار کرده‌است».

### مبالغه در توانایی تأثیر بر آمریکا
گزارش مدعی است که بلر تلاش کرد تا بوش را قانع کند که آن‌ها نیاز به همراهی سازمان ملل، متحدان اروپایی و کشورهای عرب دارند اما وی «توانایی خود در تأثیرگذاری بر تصمیمات آمریکا دربارهٔ عراق را بیش از حد بالا فرض کرده بود». گزارش مدعی است که بلر بیش از حد در برابر ایالات متحده مصالحه‌آمیز برخورد کرده و «با وجود نگرانی‌هایی که در مورد برنامه‌های پس از جنگ آمریکا وجود داشت، وی هیچ توافقی دربارهٔ برنامه‌های پس از جنگ به عنوان یک شرط بریتانیا برای حضور در عملیات نظامی با آمریکا نکرد. این گزارش، نظر خوانندگان را به یادداشتی خصوصی که بلر برای بوش نوشته و در آن گفته «من در هر وضعی کنار تو خواهم بود» جلب می‌کند. چیلکات در این گزارش می‌گوید که بر خلاف ادعای بلر، رابطهٔ ویژه (منظور رابطهٔ آمریکا و بریتانیا است) نیازی به سازش بی‌قید و شرط بین آمریکا و بریتانیا ندارد همان‌طور که هر دو کشور بارها بدون کمک دیگری به جنگ رفته‌اند بی آنکه خللی در روابط دیپلماتیک آنها وارد شود. در این مورد می‌شود به جنگ ویتنام و جنگ فالکلند اشاره کرد.

### ضعف در برنامه‌ریزی و تمهید جنگ
گزارش می‌گوید که طرح‌ریزی بریتانیا برای دوران پس از صدام حسین در عراق «کاملاً ناقص» بوده و وزارت دفاع این کشور نیروهای بریتانیا را بدون تجهیزات یا برنامهٔ مشخص در عراق رها کرد.
هیچ راهبرد پساجنگی توسط وزارتخانه تهیه نشده بود.
بنابر طرح‌ریزی‌های اولیه قرار بود نیروهای بریتانیایی از شمال وارد عراق شوند اما ترکیه به آن‌ها اجازهٔ عبور از مرزهایش را نداد. در نتیجه تنها دو ماه پیش از آغاز عملیات، تمام طرح‌ها از نو نوشته شدند در حالی که زمان لازم برای ارزیابی خطرات و آماده‌سازی تیپ‌ها وجود نداشت.
سربازان از تجهیزات کلیدی برخوردار نبودند و در تدارک هلیکوپترها، خودروهای زرهی و ابزارهای شناسایی و اطلاعات کمبودهایی وجود داشت. همچنین وزارت دفاع بریتانیا در پاسخ به تهدید بمب‌های کنارجاده‌ای کُند عمل کرد.
هر چند فرماندهان نظامی نگرانی‌های خود را دربارهٔ خطرات این جنگ اظهار کرده بودند اما این گزارش مدعی است که هیچ‌کدام از آن نگرانی‌ها در طرح‌ریزی‌های عملیاتی پیش‌بینی نشدند. «خطرات نزاع داخلی در عراق، حضور فعالانهٔ ایران برای تأمین منافعش، ناآرامی منطقه‌ای و فعالیت القاعده در عراق پیش از جنگ صریحاً پیش‌بینی شده بود.» رویکرد «ما می‌توانیم» بین فرماندهان نظامی باعث شد تا در طول جلسات توجیهی چنین خطرهایی دست‌کم گرفته شوند.
این گزارش وضع پیش‌آمده در بصره را که در آن نیروهای بریتانیایی مجبور شدند برای حفظ امنیت خود با شورشی‌ها معامله کنند «تحقیرآمیز» توصیف کرده‌است.

### عدم موفقیت عملیات نظامی
بنابر این گزارش اقدام نظامی بریتانیا در عراق نتوانست به اهدافش دست یابد و بغداد و شهرهای جنوب شرقی عراق با آغاز حملات به سرعت درگیر بی‌ثباتی شدند.
در آن زمان بریتانیا در افغانستان نیز درگیر جنگ بود و فرماندهان نظامی احساس می‌کردند امکان پیروزی در آنجا بیشتر است در نتیجه تجهیزات، نیروی انسانی و توجه فرماندهان در مراحل نهایی جنگ از عراق به سمت افغانستان چرخید و همین مسئله مشکلات دیگری آفرید.

## واکنش‌ها و تحلیل‌ها
دیوید کامرون نخست‌وزیر بریتانیا در بیانیه‌ای که عصر همان روز خطاب به مجلس عوام این کشور منتشر کرد از اذعان به این که جنگ عراق «اشتباه» یا «خطا» بوده خودداری کرد و درخواست‌های افراد مختلف مبنی بر لزوم عذرخواهی حزب محافظه‌کار که نقش برجسته‌ای در آغاز جنگ داشت را رد کرد. کامرون گفت که «دلایل بسیار زیادی» برای «تکرار استدلال‌های این روزها» نمی‌بینید و به جای آن بهتر است روی «درس گرفتن از آنچه روی داد و آنچه که لازم است انجام شود تا از وقوع اشتباهات در آینده جلوگیری به عمل آید» تمرکز شود.
همان روز جان کربی سخنگوی وزارت خارجه آمریکا در سخنرانی مطبوعاتی روزانهٔ کاخ سفید اعلام کرد که ایالات متحده به این گزارش پاسخی نخواهد داد و خبرنگاران به جای طرح سؤال از وی باید سران بریتانیا را مورد پرسش قرار دهند. او همچنین گفت که هم‌اکنون آمریکا به جای فکر کردن به تصمیمی که ۱۳ سال پیش گرفته شده، روی سوریه تمرکز دارد: «... ما به هیچ وجه قضاوتی دربارهٔ این گزارش نخواهیم کرد و من به سران بریتانیا حق می‌دهم که در مورد درس گرفتن از این مسئله سخن بگویند. این مسئله به آن‌ها ربط دارد. ما این گزارش را بررسی نخواهیم کرد، آن را مرور نخواهیم کرد و به‌هیچ‌وجه هیچ تلاشی برای تحلیل یا قضاوت دربارهٔ یافته‌های آن نخواهیم کرد. بار دیگر می‌گویم که تمرکز ما روی چالش‌هایی که در عراق و سوریه با آن‌ها مواجه هستیم می‌باشد، و فقط روی آن‌ها متمرکز خواهیم بود.»
جرمی کوربین رهبر اپوزیسیون بریتانیا و رهبر حزب کارگر این کشور که در مجلس عوام علیه جنگ رأی داده بود، پس از انتشار گزارش چیلکات در پارلمان سخنرانی کرد و گفت: «من اکنون صمیمانه از طرف حزب خود به خاطر تصمیم فاجعه‌بار ورود به جنگ عراق در مارس ۲۰۰۳ پوزش می‌خواهم؛ این تهاجم نظامی بر اساس توجیهات کذب انجام شد» چیزی که «به مدت طولانی توسط بخش اعظم جامعه جهانی غیرقانونی اعلام شده بود». کوربن به‌طور خاص از «مردم عراق» و خانواده‌های سربازان بریتانیایی که (فرزندان و همسرانشان) در عراق کشته یا زخمی شدند پوزش خواست. او همچنین گفت که «از میلیون‌ها شهروند بریتانیا که احساس کردند شیوه‌ای که ما برای ورود به جنگ انتخاب کردیم باعث شد تا دموکراسی ما بدنام شده و زیر سؤال برود» عذرخواهی کرد.
الکس سموند در بیانیه‌ای که از سوی حزب ملی اسکاتلند منتشر کرد گفت: «مردم پس از آن کشتار سؤالی اجتناب‌ناپذیر می‌پرسند که آیا این درگیری اجتناب‌ناپذیر بود یا اینکه ارزشش را داشت؟ بدون شک پاسخ چیلکات منفی است؛ و چه کسی مسئول است؟ بی‌شک پاسخ، تونی بلر است. اکنون باید ببینیم چه پيامدهای سیاسی یا قانونی برای مسئولان این واقعه مترتب خواهد بود.»
تونی بلر پس از انتشار گزارش چیلکات پذیرفت که نتایج تحقیق «نقدهای واقعی و اصولی نسبت به مراحل آماده‌سازی، برنامه‌ریزی، عملیات و ارتباط با ایالات متحده» وارد کرده‌است اما با اشاره به برخی بخش‌های گزارش گفت «اتهامات مبتنی بر سوءنیت، دروغگویی یا فریب (در این گزارش) باید ساقط شوند.» او بیان داشت: «فارغ از این که مردم با تصمیم من در مورد اقدام نظامی علیه صدام حسین موافق باشند یا مخالف؛ من این تصمیم را با حُسن نیت و با این باور که در راستای تأمین منافع کشور است گرفتم. … من مسئولیت کامل تمام اشتباهات را بدون استثناء یا بهانه به عهده می‌گیرم. با این وجود و در عین حال خواهم گفت که چرا باور دارم حذف صدام حسین (از قدرت) انتخاب بهتری بود و اینکه چرا فکر نمی‌کنم تروریسمی که امروز در خاورمیانه و دیگر نقاط جهان شاهد آن هستیم، ربطی (به تصمیم من) ندارد.»

### اتهام فریب
مفسران سیاسی در این مورد که این گزارش تا چه اندازه نشان می‌دهد تونی بلر به پارلمان و افکار عمومی دروغ گفته یا آن‌ها را گمراه کرده‌است اختلاف دارند. ان‌بی‌سی نیوز گفت که گزارش چیلکات «نشان نمی‌دهد که بلر دروغ گفته‌است»، فیلیپ استفنز مفسر ارشد سیاسی فایننشال تایمز گفت که «گناه بلر بیشتر قطعیت [وی درباره‌ی لزوم حمله به عراق] است تا فریب» و الی لیک در مطلبی که برای بلومبرگ ویو نوشت گفت که گزارش نشان می‌دهد که بلر «برای رفتن به عراق دروغ نگفته‌است». کوربین در سخنرانی خود در پارلمان گفت نمایندگانی که به جنگ رای مثبت دادند «توسط شمار اندکی از سران شاخص در دولت فریب خوردند» کسانی که «وسواس زیادی، برای نوع توجیهاتی که برای جنگ آماده می‌کردند نداشتند». کارولین لوکاس، نماینده از حزب سبز مدعی شد که تناقضات بین بیانیه‌های عمومی دولت و یادداشت‌های شخصی به بوش ثابت می‌کند که بلر دربارهٔ اینکه جنگ قابل اجتناب نبود «دروغ می‌گفت».